# Вирбиця (Врачанська область)
Вирби́ця (болг. Върбица) — село у Врачанській області Болгарії. Входить до складу общини Враца.

## Населення
За даними перепису населення 2011 року у селі проживали 474 особи.
Національний склад населення села:
| Національність   | Кількість осіб | Відсоток |
| ---------------- | -------------- | -------- |
| болгари          | 273            | 64,4%    |
| цигани           | 148            | 34,9%    |
| Всього відповіли | 424            |          |

Розподіл населення за віком у 2011 році:
Динаміка населення: